# Jerry Fielding
Jerry Fielding (Pittsburgh, 17 giugno 1922 – Toronto, 17 marzo 1980) è stato un compositore statunitense.
Iniziò la sua carriera nel mondo del cinema grazie al regista Sam Peckinpah, che gli affidò la colonna sonora del suo celebre western Il mucchio selvaggio (1969), e la concluse con le musiche di Fuga da Alcatraz (1979), per la regia di Don Siegel. Durante l'adolescenza, studiò pianoforte, tromba e clarinetto.

## Filmografia parziale
- Tempesta su Washington (Advise & Consent), regia di Otto Preminger (1962)
- Il mucchio selvaggio  (The Wild Bunch), regia di Sam Peckinpah (1969)
- Io sono la legge (Lawman), regia di Michael Winner (1971)
- Cane di paglia (Straw Dogs), regia di Sam Peckinpah (1971)
- Improvvisamente, un uomo nella notte (The Nightcomers), regia di Michael Winner (1972)
- Voglio la testa di Garcia (Bring Me the Head of Alfredo Garcia), regia di Sam Peckinpah (1974)
- Killer Elite (The Killer Elite), regia di Sam Peckinpah (1975)
- Che botte se incontri gli "Orsi" (The Bad News Bears), regia di Michael Ritchie (1976)
- Il texano dagli occhi di ghiaccio(The Outlaw Josey Wales), regia di Clint Eastwood (1977)
- Generazione Proteus (Demon Seed), regia di Donald Cammell (1977)
- Marlowe indaga (The Big Sleep), regia di Michael Winner (1978)
- Salvate il Gray Lady (Gray Lady Down), regia di David Greene (1978)
- Fuga da Alcatraz (Escape from Alcatraz), regia di Don Siegel (1979)

## Premi Oscar Miglior Colonna Sonora

### Nomination
- Il mucchio selvaggio (1970)
- Cane di paglia (1972)
- Il texano dagli occhi di ghiaccio (1977)